# ويليام فريدريك الكسندر
ويليام فريدريك الكسندر (بالإنجليزية: William Frederick Alexander)‏ هو كاتب نيوزلندي، ولد في 20 يوليو 1882، وتوفي في 14 أغسطس 1957.